# 4816 Connelly
4816 Connelly (1981 PK) là một tiểu hành tinh vành đai chính được phát hiện ngày 3 tháng 8 năm 1981 bởi Bowell, E. ở Flagstaff.